# لوتييكاست

موقع لوتييكاست

لوتييكاست هي قرية تتبع بلدية كروتكاست في مقاطعة خرونينغن في هولندا.

## أعلام
- أبل تاسمان